# Travis McCoy
Travis Lazarus "Travie" McCoy (nacido el 5 de agosto de 1981) es un músico, vocalista y rapero de la banda estadounidense Gym Class Heroes.

## Carrera musical
Travie McCoy hizo su debut en MTV el verano de 2002 en el show Direct Effect. En 1997 junto al baterista Matt McGinley deciden formar la banda Gym Class Heroes en la que es el actual vocalista. También hizo un dúo con el cantante Bruno Mars en la canción "Billionaire". En junio de 2010 lanzó su primer álbum en solitario el cual se titula Lazarus.

## Apariciones especiales

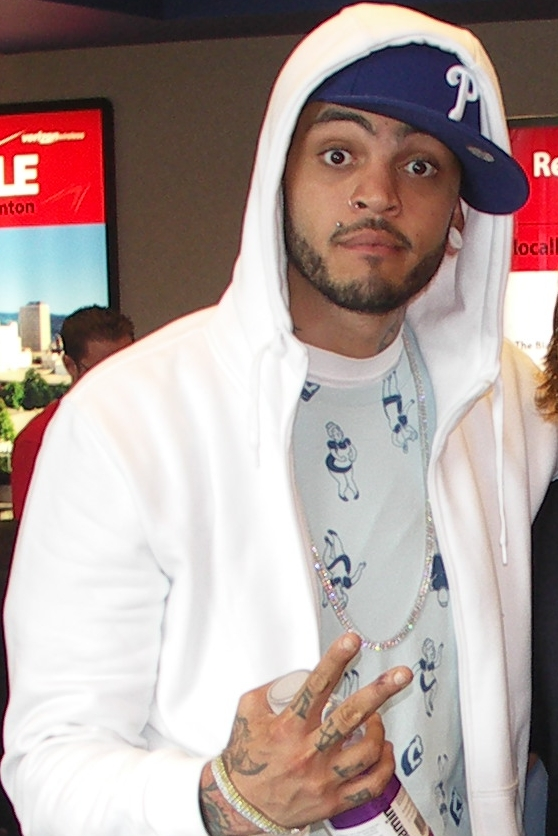
Travie McCoy en 2007.

McCoy ha aparecido en varios vídeos musicales de Fall Out Boy. Aparece como un vampiro en "A Little Less Sixteen Candles, a Little More 'Touch Me'" y como un bailarín en "Dance, Dance" y "This Ain't a Scene, It's an Arms Race" (también cantando el remix).
También cantó un verso en la canción "Snakes on a Plane (Bring It)" de la película Snaks of a Plane junto con Gabe Saporta (Cobra Starship), William Beckett (The Academy Is...) y Maja Invarsson (The Sounds). Colaboró con la cantante de R&B Kelly Rowland en el tema "Daylight", sencillo de la reedición del álbum Ms. Kelly cuyo vídeo fue estrenado en Francia en enero de 2008. También colaboró con Pink interpretando junto a ella el tema "This Is How It Goes Down", bonus track del álbum Funhouse.
Su canción Billionaire fue interpretada por el elenco de Glee, especialmente por Chord Overstreet y Kevin McHale (Sam y Artie), obteniendo buenos resultados a nivel internacional.

## Biografía
Travie nació y creció en Geneva, Nueva York. Su padre es haitiano y su madre irlandesa de ascendencia nativa americana. Cuando era niño estuvo durante 4 meses en una silla de ruedas después de sufrir un accidente de skateboarding, su falta de movilidad le permitió centrarse en el arte. Cuando tenía 15 años, trabajó en un estudio de tatuajes como aprendriz, y tiempo después empezó a tatuar a sus amigos.
Durante su adolescencia fue fan de bandas hardcore como Snapcase y Earth Crisis, así como el rap callejero como Company Flow y Arsonists. Dice sobre sus gustos musicales: "No soy el típico chico rapero, no quiero ser etiquetado". Solía tomat autobuses hasta Manhattan cuando estaba en la escuela secundaria para participar en batallas de rap en el club inde Fat Beats. Tocó la batería en el instituto y creó un grupo de rap con su padre y hermano, llamado True Life Playas, y nos cuenta: "Era muy malo, las cintas existen en algún sitio, pero espero que nunca sean encontradas". En el instituto conoció a su futuro compañero del grupo, Matt McGinley en las clases de gimnasia, y los dos se unieron por el interés común de la música, en particular el punk rock, indie rock y el hip hop. Decidieron empezar una banda y tocar con otros músicos hasta que formaron Gym Class Heroes en 2001.
Después de graduarse en el Instituto Geneva, asistió a clases de arte en el Instituto de Arte Munson-Williams-Proctor y se especializó en arte e ilustración. Sin embargo, lo dejó todo a los 20 años para centrarse en su trabajo de tatuador y su carrera musical. Una vez, estuvo trabajando y enseñando arte en el estudio de tatuajes Boys & Girls Club, durante el día, y por la noche en una gasolinera. Decidió dejar los tres trabajos y trabajar a tiempo completo abriendo una galería de arte con un amigo. Vivía del dinero que ganaba vendiendo cuadros antes de que Gym Class Heroes tuviera éxito.
McCoy fue el novio de la cantante Katy Perry y juntos participaron en el Warped Tour. Ambos terminaron su relación en diciembre de 2008. Comenzaron a salir nuevamente en abril de 2009 pero se separaron nuevamente un mes más tarde.
 McCoy ha declarado ser vegetariano.
McCoy fue arrestado el 2 de julio de 2008 tras golpear a un hombre con un micrófono, quien previamente le había gritado insultos racistas. El 28 de octubre de 2010 fue arrestado de nuevo mientras realizaba su gira en Berlín (Alemania), por hacer grafiti en el muro de Berlín. Fue condenado a pagar una multa de 1.500 euros.

## Discografía

### En Solitario
- 2010 Lazarus

### Gym Class Heroes
- 2001 ...For the Kids
- 2005 The Papercut Chronicles
- 2006 As Cruel as School Children
- 2008 The Quilt
- 2011 The Papercut Chronicles II